# Kanton Saraguro
Der Kanton Saraguro befindet sich in der Provinz Loja im Süden von Ecuador. Er besitzt eine Fläche von 1083 km². Im Jahr 2020 lag die Einwohnerzahl schätzungsweise bei 33.500. Verwaltungssitz des Kantons ist die Kleinstadt Saraguro. Der Kanton wurde am 10. Juni 1878 als Teil des Kantons Loja gegründet. Namengebend für den Kanton ist die indigene Volksgruppe der Saraguros.

## Lage
Der Kanton Saraguro befindet sich in den Anden im Nordosten der Provinz Loja. Das Gebiet liegt in Höhen zwischen 1000 m und 3800 m. Das Areal wird über den Río León, linker Quellfluss des Río Jubones, nach Norden entwässert. Letzterer verläuft entlang der Nordgrenze des Kantons nach Westen. Die südliche Kantonsgrenze bildet die Wasserscheide zum Einzugsgebiet des Río Catamayo. Die südöstliche Kantonsgrenze ist Teil der kontinentalen Wasserscheide. Jenseits dieser befindet sich das Einzugsgebiet des Río Zamora, ein Zufluss des Amazonas. Die Fernstraße E35 (Loja–Cuenca) durchquert den östlichen Teil des Kantons. Nördlich vom Hauptort Saraguro befindet sich die Schutzgebiete Bosques Protectores Acanamá-Guashapamba-Aguirre.
Der Kanton Saraguro grenzt im Süden an den Kanton Loja, im Westen an den Kanton Zaruma der Provinz El Oro, im Norden und Osten an die Provinz Azuay mit den Kantonen Santa Isabel, Nabón und San Felipe de Oña sowie im Südosten an den Kanton Yacuambi der Provinz Zamora Chinchipe.

## Verwaltungsgliederung
Der Kanton Saraguro ist in die Parroquia urbana („städtisches Kirchspiel“)
- Saraguro

und in die folgenden 10 Parroquias rurales („ländliches Kirchspiel“) gegliedert:
- El Paraíso de Celén
- El Tablón
- Lluzhapa
- Manú
- San Antonio de Cumbe
- San Pablo de Tenta
- San Sebastián de Yúluc
- Selva Alegre
- Sumaypamba
- Urdaneta (Paquishapa)